# Calvariestraat
De Calvariestraat is een straat in het centrum van de Nederlandse stad Maastricht. De ongeveer 300 meter lange straat telt 9 rijksmonumenten en wordt gedomineerd door enkele gebouwen van het voormalige Klooster en Gasthuis Calvariënberg.

## Ligging en verkeer
De Calvariestraat ligt in het Kommelkwartier in het  zuidwestelijk deel van het Maastrichtse stadscentrum. De straat loopt min of meer van oost naar west tussen de Kommel en de Hertogsingel. Aan de oostzijde begint de straat bij de hoeken met de Kruisherengang en de Abtstraat. De Calvariestraat heeft drie zijstraten: het Sint Servaasbolwerk aan de zuidzijde, en de Sint Nicolaasstraat en de Jekerstraat aan de noordzijde. Iets ten oosten van de Jekerstraat is een doorgang naar het Herdenkingsplein, die eveneens Jekerstraat heet, die echter niet toegankelijk is voor het gemotoriseerd verkeer. Hoewel geen hoofdstraat vervult de Calvariestraat toch een belangrijke verkeersfunctie als aanvullende route naar de Binnenstad van Maastricht. In het smallere deel is eenrichtingverkeer ingesteld (in de richting van de Kommel) en is alleen aan de noordzijde een fietssuggestiestrook aangebracht. Tussen de Jekerstraat en de Hertogsingel wordt de straat geleidelijk breder en is verkeer in beide richtingen mogelijk. Hier is ruimte voor een middenberm, parkeerstroken, een bushalte en fietsstroken aan beide zijden. Vóór de Aldenhofflat ligt een klein plantsoen.

## Geschiedenis

### Middeleeuwen
De Calvariestraat ligt in de 14e-eeuwse stadsuitbreiding van Maastricht, het relatief dunbevolkte gebied tussen de eerste en tweede stadsmuur. De straat is oud, maar de naam relatief recent, omdat vroeger het gehele gebied tussen de Brusselsestraat en de Tongersestraat werd aangeduid als 'de Comment' ofwel Kommel. Waarschijnlijk vormde de straat de grens tussen de graafschap van de Vroenhof (in het zuiden) en de heerlijkheid Tweebergen (in het noorden). In de gecompliceerde staatkundige verhoudingen van het tweeherige Maastricht behoorde de Vroenhof aanvankelijk tot het koninklijk bezit. Vanaf 1202/1204 kwam het onder Brabants bestuur. Tweebergen was een van de elf banken van Sint-Servaas, aanvankelijk behorend tot het bezit van het Sint-Servaaskapittel. Vanaf 1232 werd dit gebied, dat toen nog geheel buiten de ommuurde stad lag, rechtstreeks door de proosten van Sint-Servaas bestuurd, zonder tussenkomst van het kapittel. Vanaf circa 1375 werd het gebied, waar zich al enkele huizen en boerderijen bevonden, door de bouw van de tweede middeleeuwse stadsmuur bij de ommuurde stad gevoegd. Dat de Kommel/Calvariestraat niet tot de hoofdstraten van middeleeuws Maastricht behoorde, blijkt uit het feit dat hier geen stadspoort was. De bebouwing was aanvankelijk nog spaarzaam en deels agrarisch. Hier mochten ook varkens gehouden worden, wat binnen de eerste omwalling verboden was. Nabij de walmuur was een drinkpoel voor het vee.

### Ancien régime
In de loop van de 16e eeuw werd de vesting verder uitgebouwd door het ombouwen van muurtorens tot rondelen of bolwerken die geschikt waren als schietplatform voor het zware geschut. Als gevolg van een storm stortte begin 1552 een groot stuk van de stadsmuur tussen het Sint-Servaasbolwerk en de toren Merkat in. Waarschijnlijk werd kort daarna op deze plek, aan het einde van de Calvariestraat, een kat of cavalier aangelegd, een verhoogd platform met ruimte voor extra geschut. De kat Brandenburg (ook wel 'cavelier van de Hoge Schuer' genoemd) had in 1748 ruimte voor 14 of 15 kanonnen en was daarmee de grootste van de stad. In de kat bevond zich een kruitmagazijn. Na het beleg van 1632 werden verschillende militaire sorties aangelegd, doorgangen onder de walmuur naar de droge gracht. Bij de kat Brandenburg kwam een 'royale sortie', de sortie Aen de Schuer, geschikt voor de passage van ruiters. Deze was uitsluitend voor militair gebruik.
Vanaf de 17e eeuw kreeg het gebied achter de stadswal steeds meer een militair karakter. Aan de veldzijde van de stadsmuur werd het bastion Brandenburg aangelegd. In 1708 werd op aandringen van commandant Van Dopff de Jekermanège gebouwd, die van 1748 tot 1787 dienst deed als eerste theater van Maastricht. Vlak bij lagen de Jekerbarakken, een kazerne, waarvan het bouwjaar niet bekend is, maar duidelijk zichtbaar op de maquette van Maastricht uit 1752.
Op 21 december 1761 ontplofte nabij de stadsmuur aan de Calvariestraat (toen nog Kommel geheten) het kruitmagazijn, waarin 36.000 pond buskruit opgeborgen was. Bij de ramp kwamen twintig mensen om het leven, waaronder elf soldaten in het wachthuis op de wal (Hackenkamer genoemd, naar de haakbussen, die hier werden bewaard). De plaats van de ramp kreeg in de volksmond de naam 'Abrahams look' (Abrahams gat), genoemd naar de kannonier Abraham van Sitters, die bij een poging tot diefstal de ontploffing veroorzaakte. Een nieuw kruithuis en een affuitenloods voor de kanonnen verrees nabij de Abtstraat, waarvan ter plekke nog een gevel resteert.
In 1628 werd in een stadsboerderij aan de zuidzijde van de straat het klooster Calvariënberg gesticht, waaraan aanvankelijk ook een hospitaal verbonden was. Omstreeks 1675 werd het klooster contemplatief en breidde het uit met een U-vormige kloostervleugel op de hoek Abtstraat/Calvariestraat. In 1710 kwam een nieuwe kloosterkapel tot stand en in 1722 bouwde een kanunnik van Sint-Servaas aan de westzijde van de kapel een kanunnikenhuis, vanwaar hij toezicht op het klooster uitoefende. In 1794 werd Maastricht ingenomen door het Franse revolutionaire leger. Als gevolg daarvan werd het klooster in 1797 opgeheven. De gebouwen werden geconfisqueerd en de zusters (17 slotzusters en 7 werkzusters) werden gedwongen het gebouw te verlaten.

### Moderne tijd
Na de openbare verkoop kwam het klooster in bezit van de textielfabrikant Rigano, die in de kloostervleugels een katoenfabriek vestigde. Na zijn dood verkocht zijn weduwe de kapel en de naastgelegen kanunnikenwoning aan de gebroeders Fraiture, die er een fabriek voor straatlantaarns begonnen. In 1819 verwierf het Burgerlijk Armbestuur de kloostervleugels om er een zieken- en gebrekkigenhuis te vestigen, later Gasthuis Calvariënberg genaamd. In 1845 kon ook de voormalige kloosterkapel met belendende percelen worden aangekocht. Het kanunnikenhuis kreeg de bestemming krankzinnigenzorg en werd in de loop van de 19e en 20e eeuw diverse malen uitgebreid, waardoor de fraaie pilastergevel van de kapel vrijwel uit het zicht verdween.
Na de opheffing van de vesting Maastricht, werden de stadsmuur en de buitenwerken in dit gebied vrijwel compleet gesloopt. Op het Klevarieterrein staat nog een stuk schoormuur van de hoofdwal en van de buitenwerken in dit gebied zijn enkele naamstenen van bastions bewaard gebleven. De Hertogsingel en de wijk ten westen daarvan ('Blauwdorp') werden pas begin 20e eeuw aangelegd. Ongeveer een derde van de Calvariestraat is gebouwd op de vestingwerken en ligt dus eigenlijk buiten de middeleeuwse stad.
In de loop der jaren zijn veel bouwvallige huizen vervangen door nieuwbouw. Nog in de jaren tachtig werd een rij historische huizen naast de Aldenhofflat gesloopt. Andere bleven bewaard en kregen de status van rijksmonument. De overgebleven stadsboerderijen kregen een andere functie; in één ervan is een garagebedrijf gevestigd; in een andere een fietsverhuurbedrijf. Voor het grote Calvariënbergcomplex, waar van 1977 tot circa 2007 de Gemeentelijke Sociale Dienst was ondergebracht, is nog geen nieuwe bestemming gevonden.

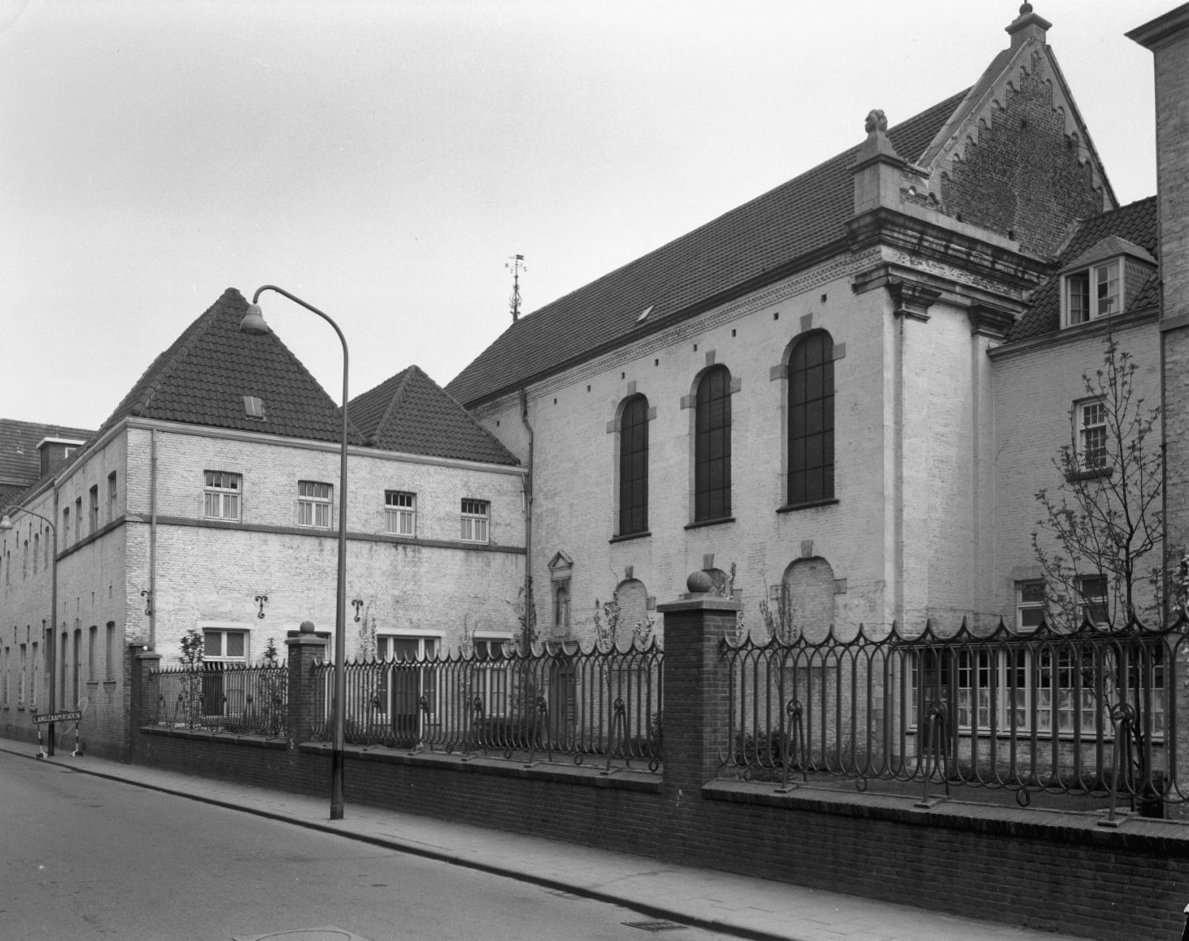
Gesticht Calvariënberg in 1962
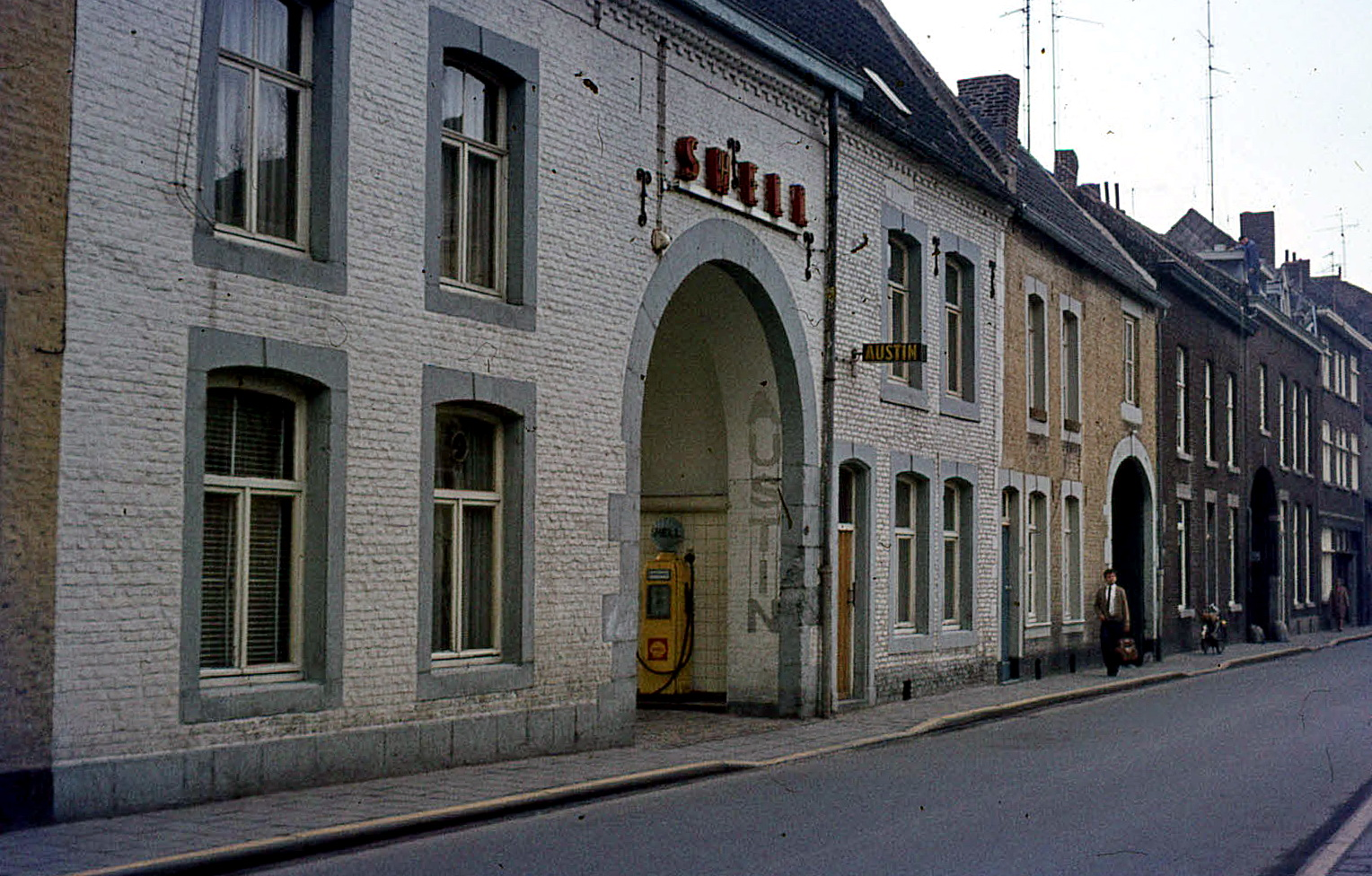
Noordzijde straat, ca. 1965
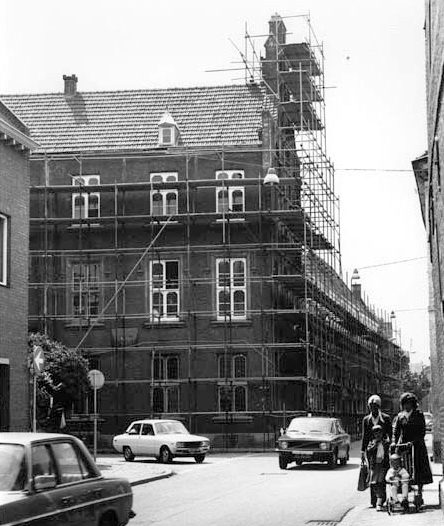
Renovatie Calvariënberg t.b.v. Sociale Dienst, 1977
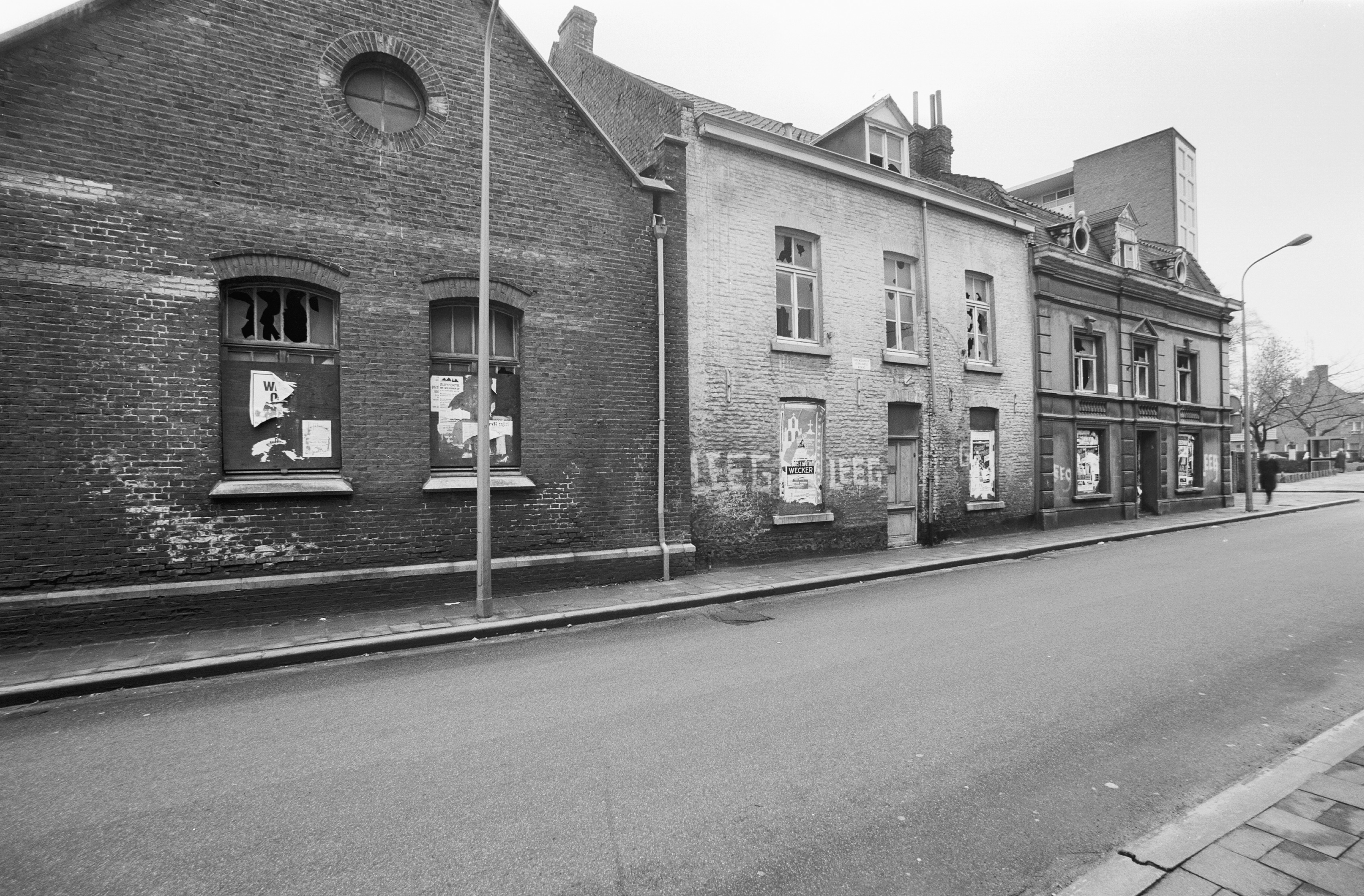
Nrs. 1-3, vóór de sloop, 1985 (nu nrs. 29-37)

## Erfgoed

### Religieus en institutioneel erfgoed

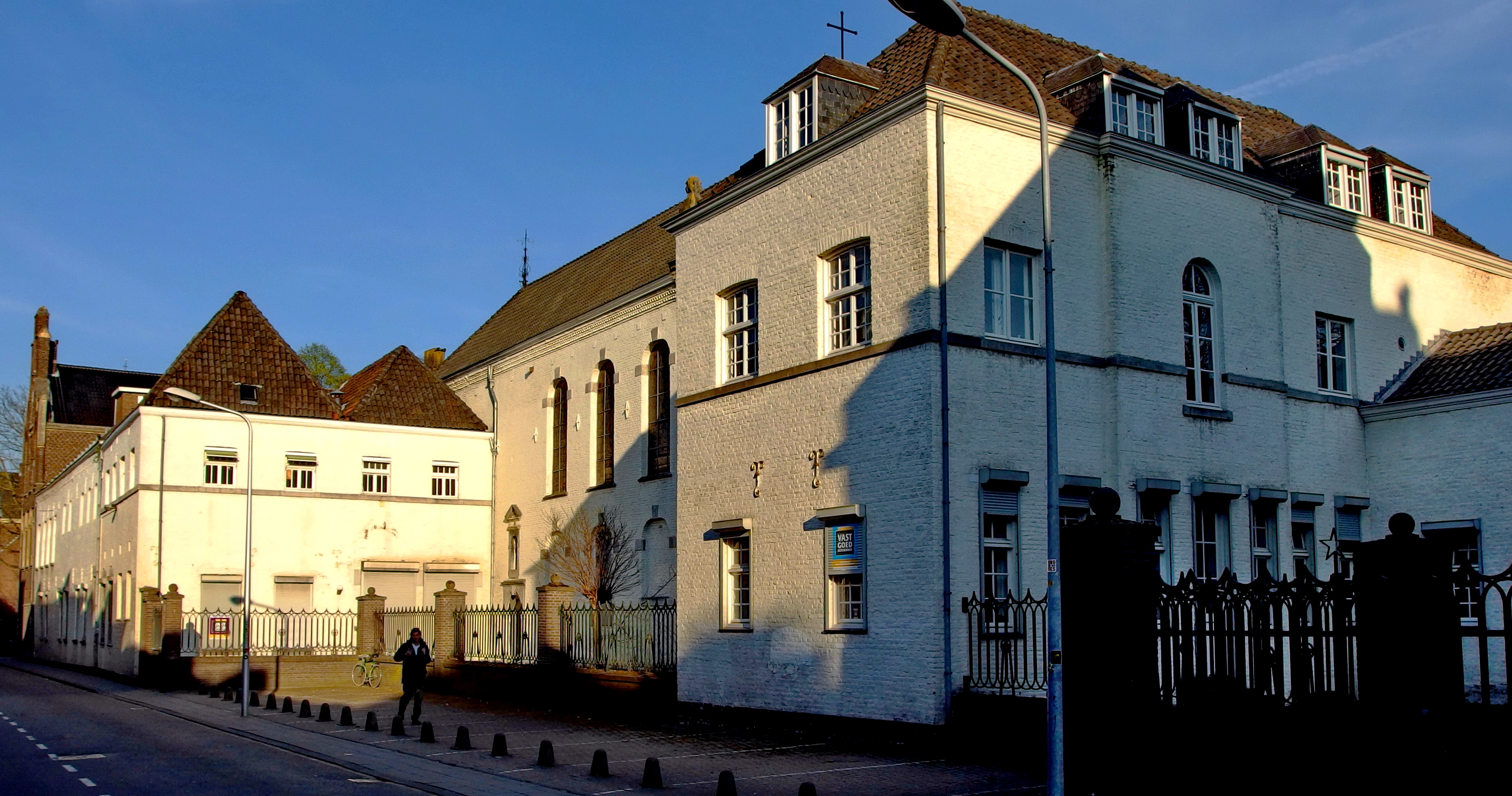
Het kloostercomplex aan de Calvariestraat. Rechts het kanunnikenhuis

De Calvariekapel met zijn neoclassicistische pilastergevel uit 1710 is door aanbouwsels deels aan het oog onttrokken. De wit gesausde zijgevel aan de Calvariestraat heeft als enige versiering een dubbel muizentandreliëf onder de dakgoot. Omdat het oorspronkelijk een dubbelkapel betrof, had de kapel twee boven elkaar geplaatste rijen vensters, waarvan de hoger geplaatste vensters groter waren. Aan de straatzijde zijn nooit meer dan drie vensters geweest. De vensters op de begane grond zijn alle blind. Ook bevindt zich hier een rijk geprofileerde toegangspoort met het jaartal 1660. De daarboven geplaatste nis en het barokke reliëf in dezelfde gevel worden hieronder besproken. Van het aansluitende kanunnikenhuis uit de 18e eeuw is door de vele verbouwingen weinig meer over. Toch is het van belang als overblijfsel van meer dan een eeuw zorg voor psychisch gestoorden.
Aansluitend bevindt zich de kloostervleugel uit 1761 met enkele delen die wellicht nog uit de begintijd van het klooster (1628) dateren. De bakstenen gevel is wit gesausd, maar oogt desalniettemin gesloten en somber. De vensteropeningen zijn verschillend van formaat en  onregelmatig geplaatst. Een drietal vensters in het rechterdeel van de gevel bezit hardstenen kozijnen.
Het neogotische administratiegebouw van architect Carl Weber uit 1857 is een groot, rechthoekig gebouw op de hoek van de Abtstraat en de Calvariestraat. De smalle gevel aan de Calvariestraat is opgetrokken uit donkerrode baksteen met zandstenen en hardstenen accenten. De meeste vensternissen zijn blind en op de begane grond zijn slechts kleine, rechthoekige vensters aangebracht. De trapgevel heeft schouderstukken, waarin zich spitsboogfriezen en spitsboogvensters bevinden.
Op de hoek van de Jekerstraat staat het voormalige badhuis van architect Willem Sprenger uit 1933. Hier waren tevens de kantoren van een woningbouwvereniging gevestigd en – na het sluiten van het badhuis – een pension voor zwerfjongeren. Het uit drie delen bestaande bouwwerk heeft diverse puntgevels. Door het wit schilderen is de typerende baksteenarchitectuur uit de jaren dertig niet meer geheel op waarde te schatten. Het gebouw is een gemeentelijk monument.

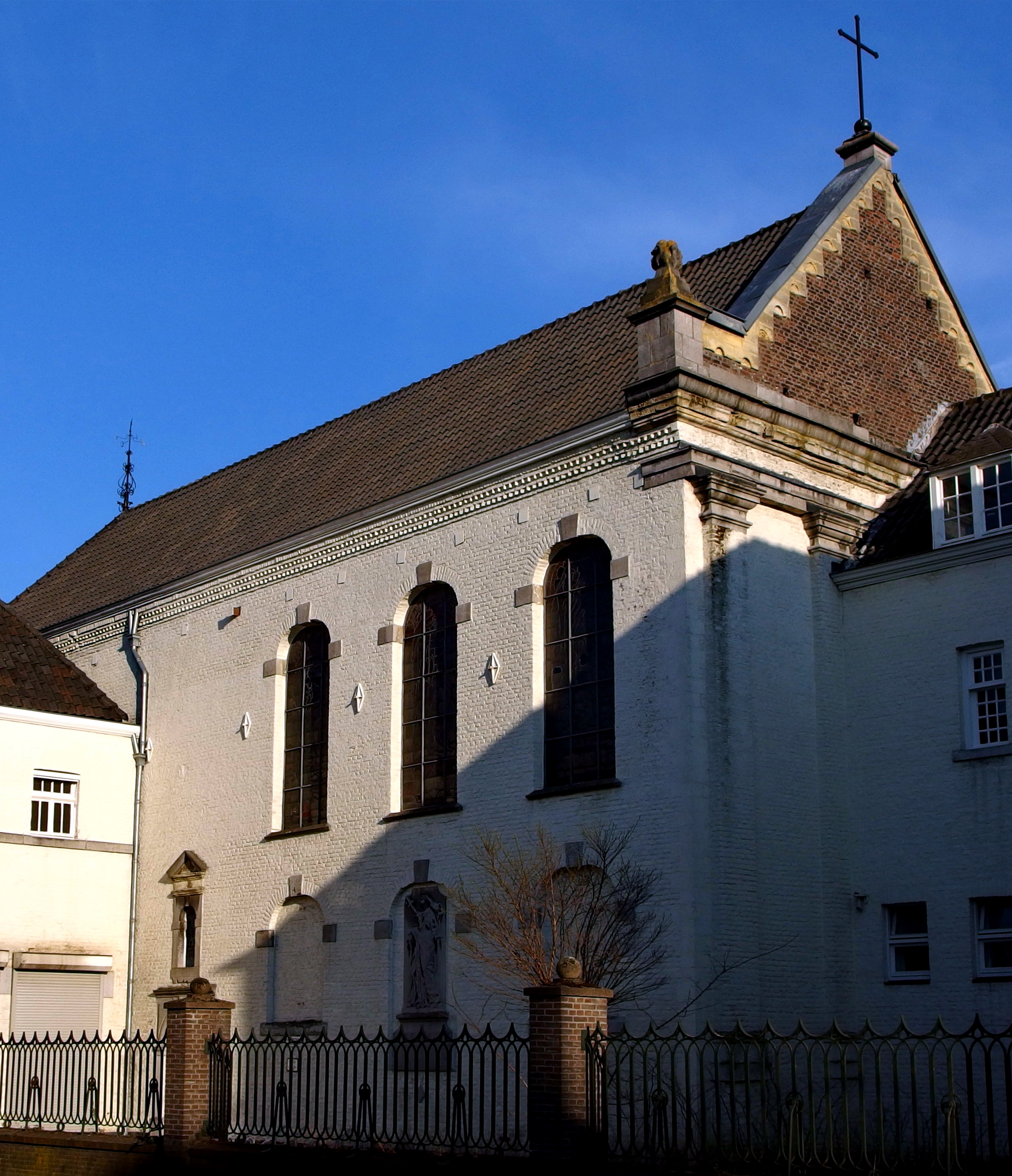
Calvariekapel
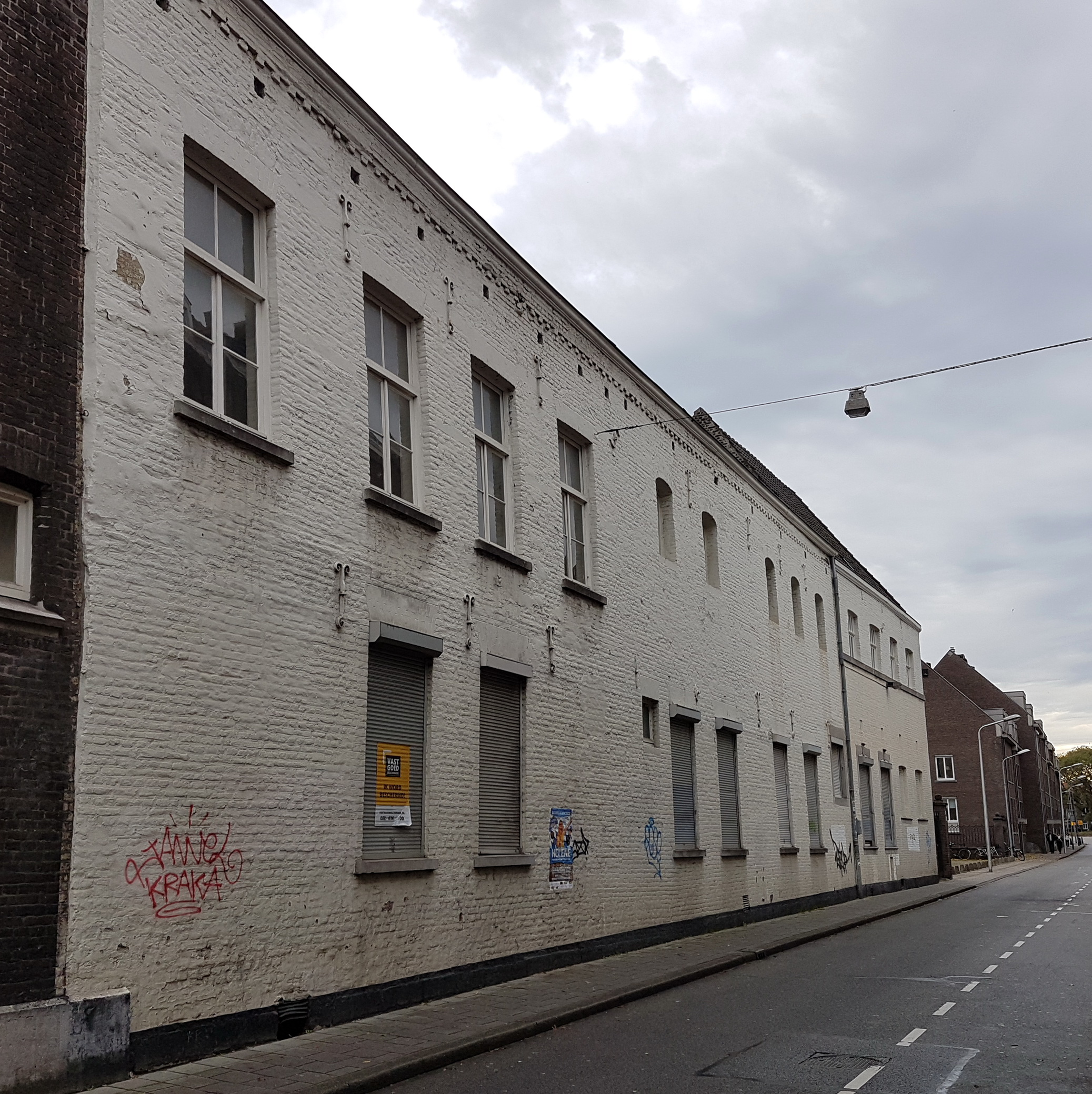
Kloostergevel Calvariestraat
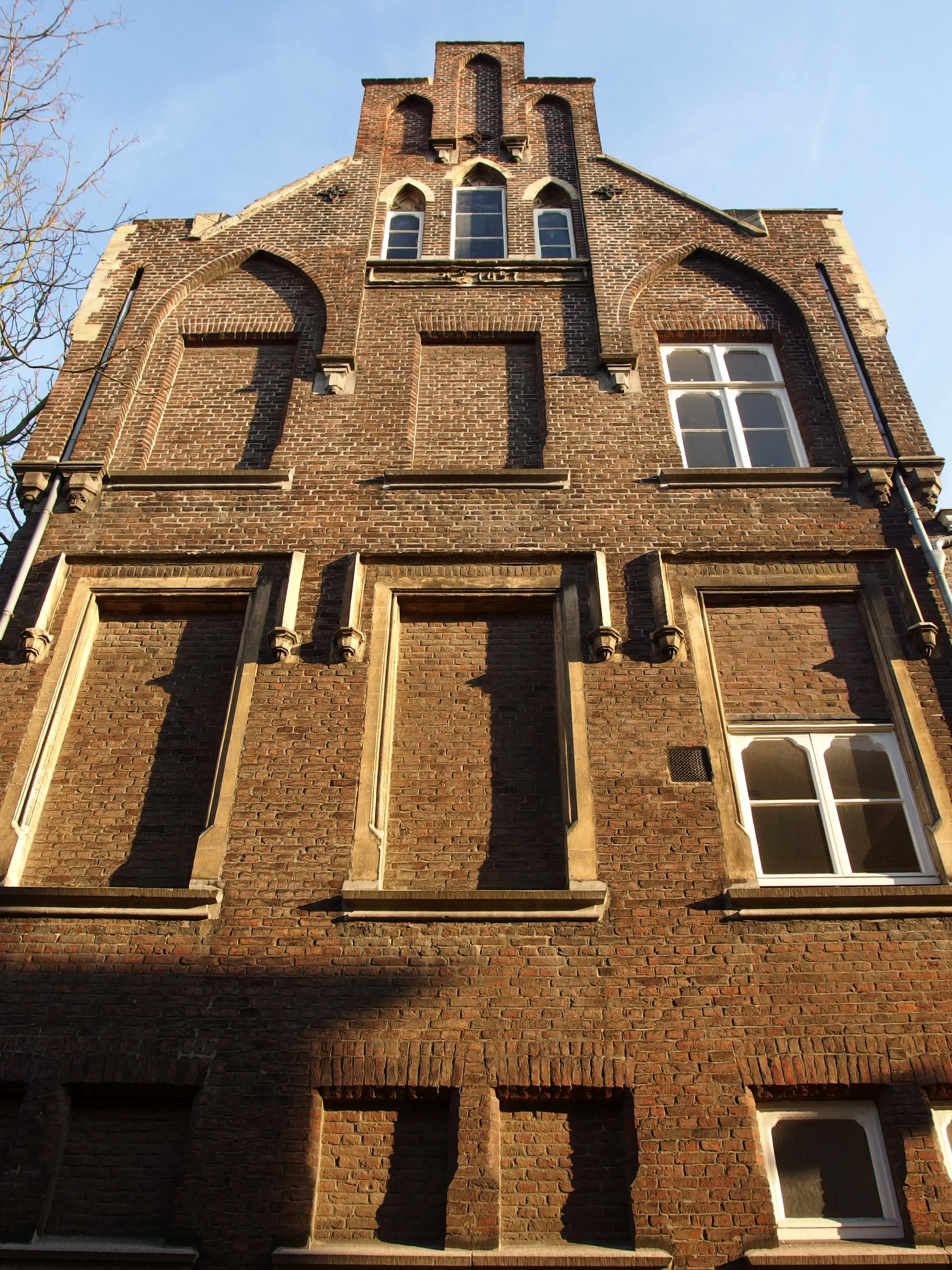
Administratiegebouw
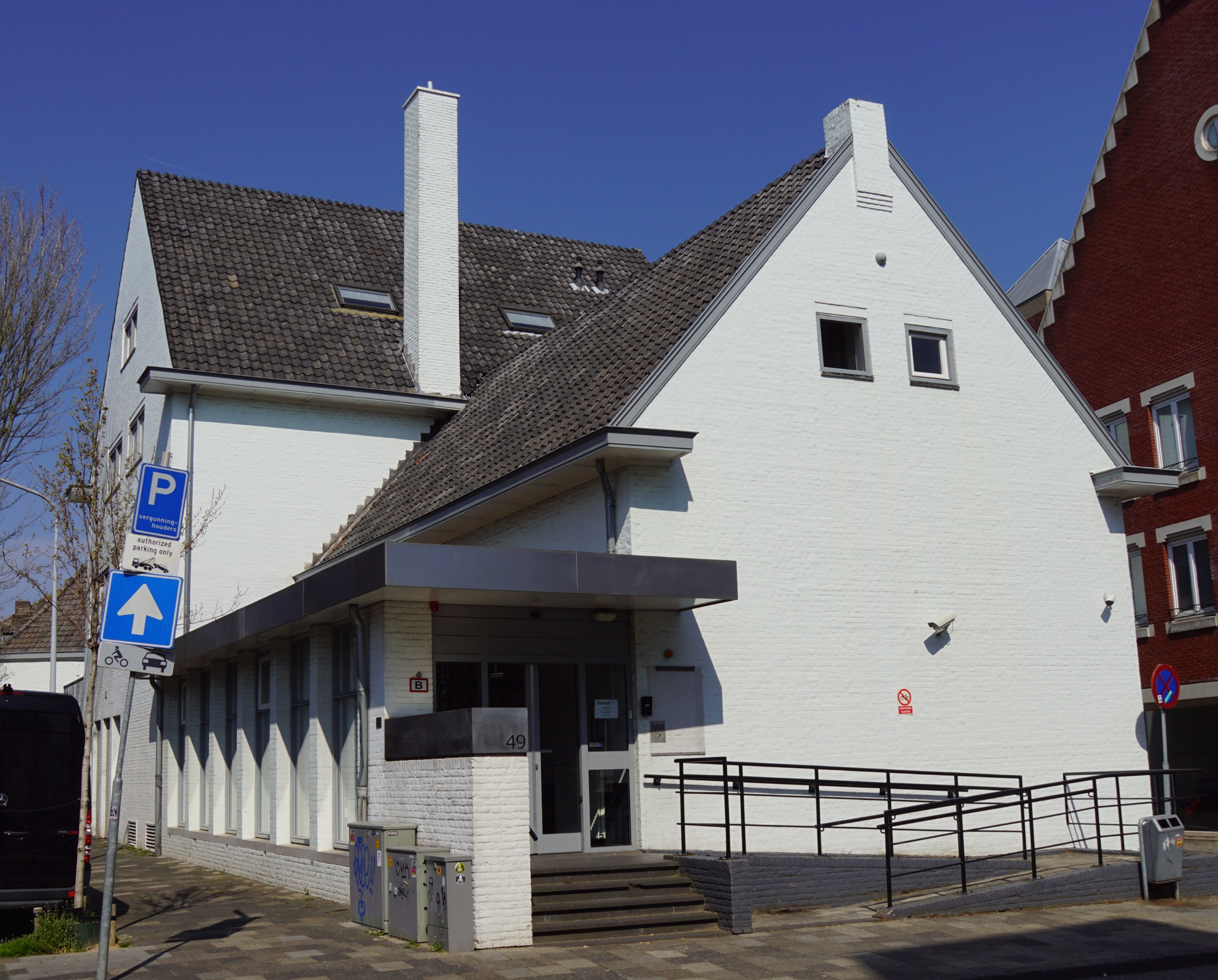
Voormalig badhuis

### Overige rijksmonumenten
Het hoekhuis Calvariestraat 2A heeft een lange gevel aan de Calvariestraat en een korte aan de Kruisherengang (nr. 18A). Het sterk gewijzigde, 17e-eeuwse pand heeft een hoofdgestel met consoles, kenmerkend voor de Maaslandse renaissance. Verder sterk gewijzigd. Calvariestraat 18 is een voormalige stadsboerderij met een lijstgevel uit 1848, maar het achterliggende pand is ouder. De segmentboogpoort, -deur en -vensters zijn uitgevoerd in Naamse steen (bij de poort gecombineerd met Limburgse mergel). Het achterhuis op het erf heeft fraaie muurankers. De nrs. 20 en 22 zijn eveneens onderdelen van een stadsboerderij die ouder is dan de gevel doet vermoeden. Dit is onder andere zichtbaar aan de zijkant van de dakopbouw. De 19e-eeuwse lijstgevel van baksteen eindigt in een daklijst met een muizentanddecoratie. De segmentboogvensters, deuropening en inrijpoort zijn ook hier omlijst met Naamse steen. Aan de achterzijde bevindt zich een poort uit 1612. Bij het aangrenzende huis op nr. 24 ontbreekt de muizentandlijst, maar verder is de gevel vrijwel identiek met de eerder genoemde panden. Door het egaal wit schilderen van de gevels van nrs. 20-24 (inclusief muurankers) is het contrast tussen baksteen en natuursteen verloren gegaan.
Aan de zuidzijde van de straat ligt het bejaardenverzorgingshuis Aldenhof, een uit drie vleugels bestaande galerijflat van Jean Huysmans uit 1953-'56, sinds 2010 een rijksmonument. Het complex is in 1984 verbouwd tot seniorenwoningen. De tuinaanleg rondom het gebouw maakt integraal deel uit van het ontwerp, waarbij is ingespeeld op de bijzondere historische situering nabij de voormalige stadsmuur en het Sint Servaasbolwerk.

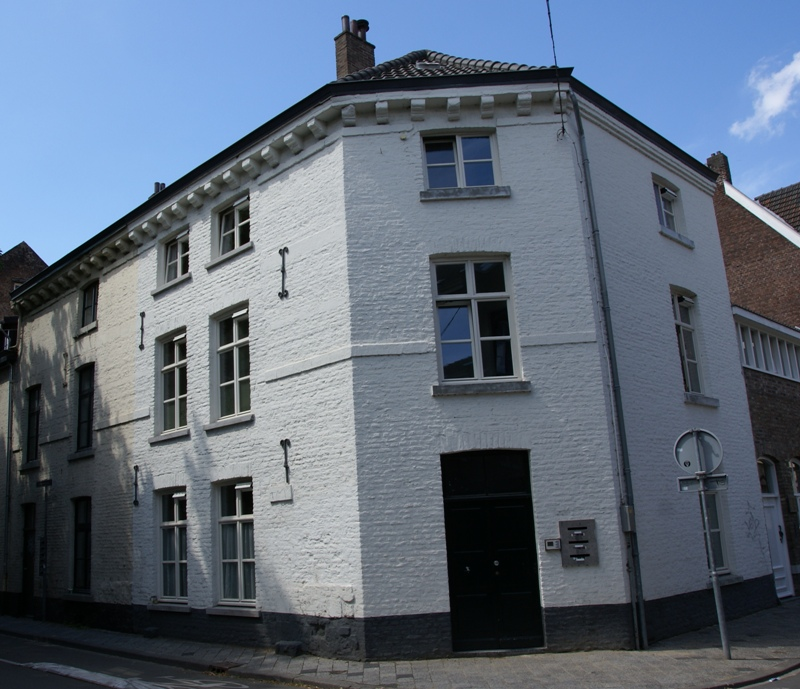
Calvariestraat 2A
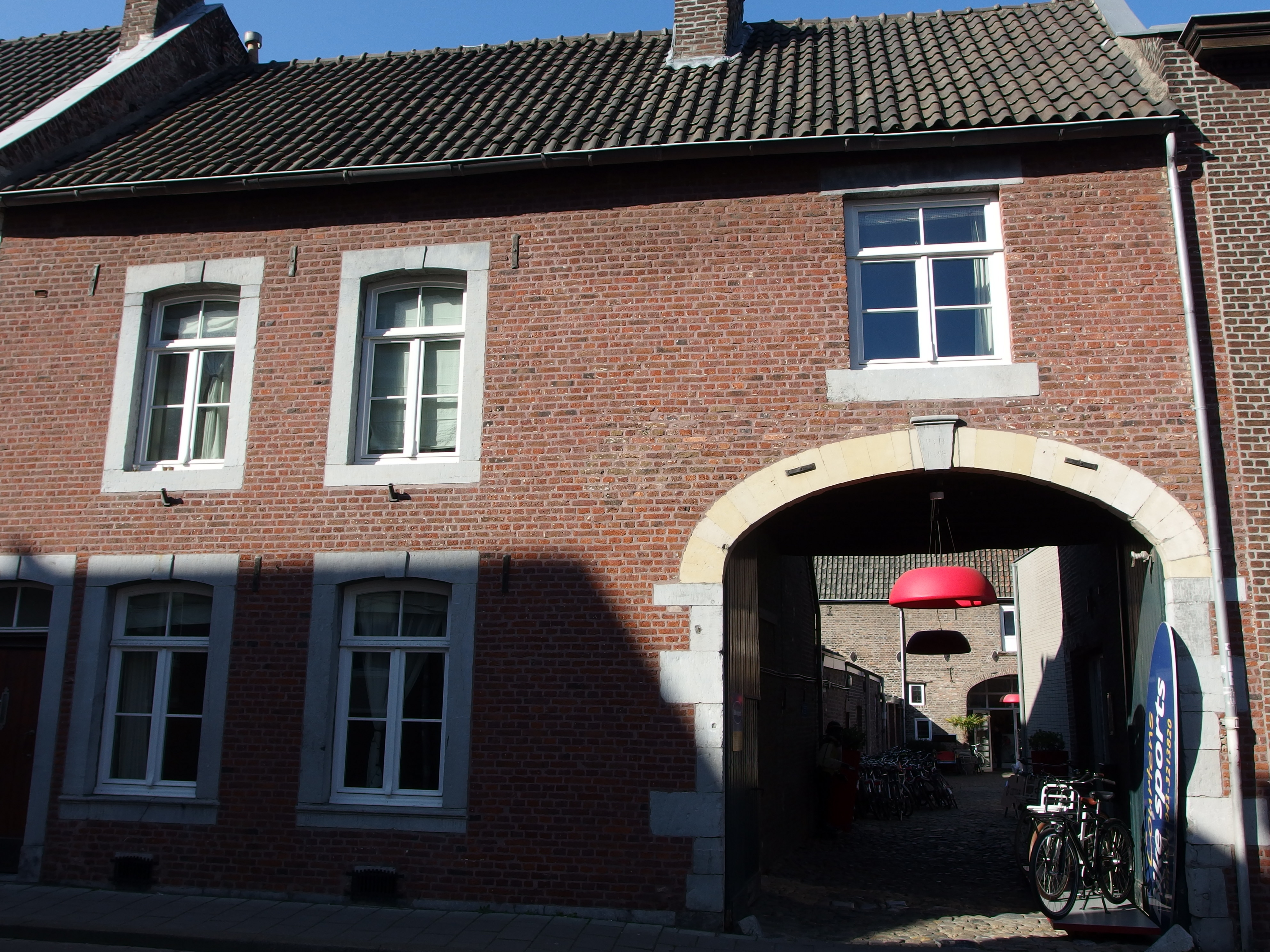
Calvariestraat 18
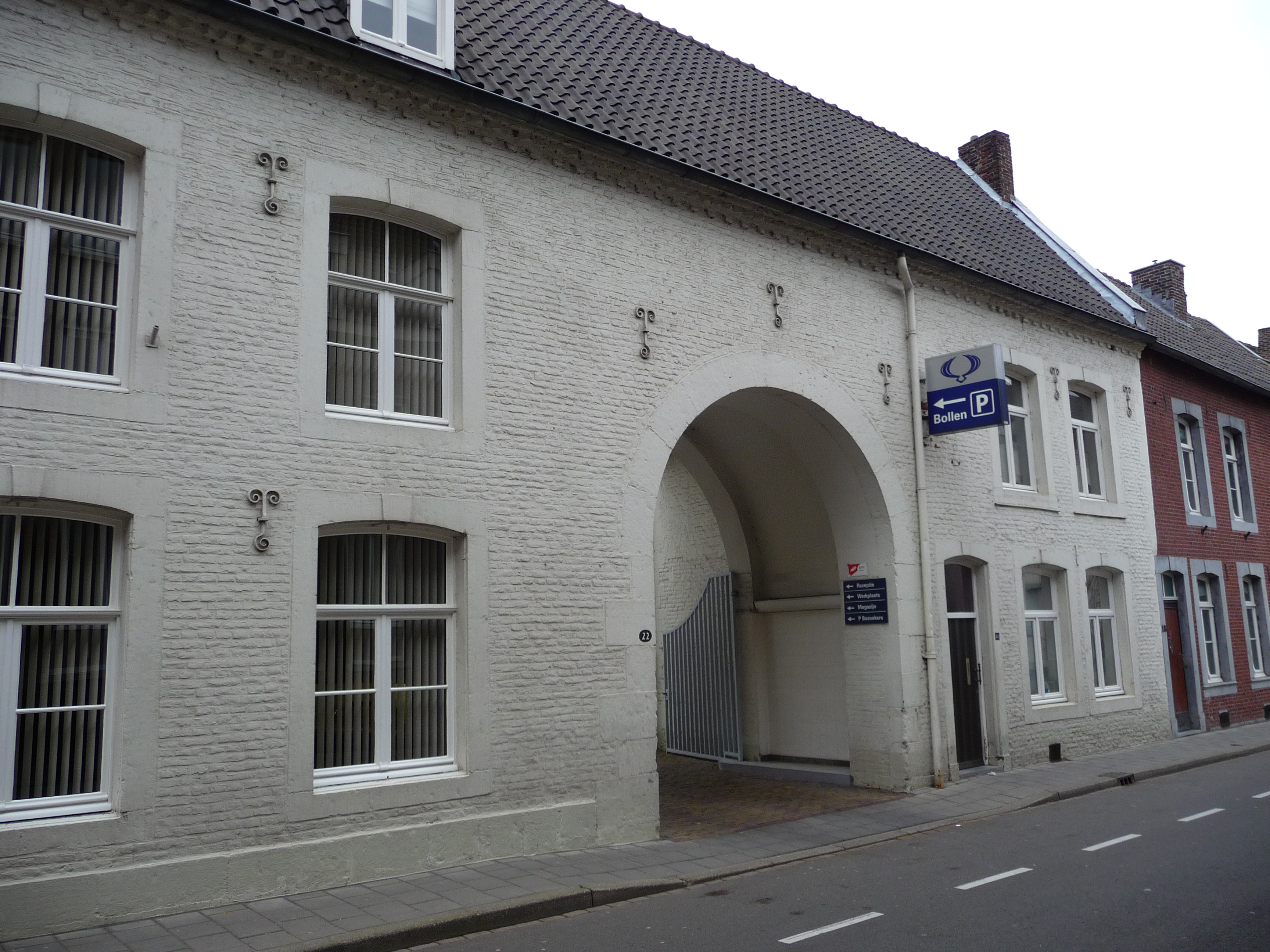
Calvariestraat 20 en 22
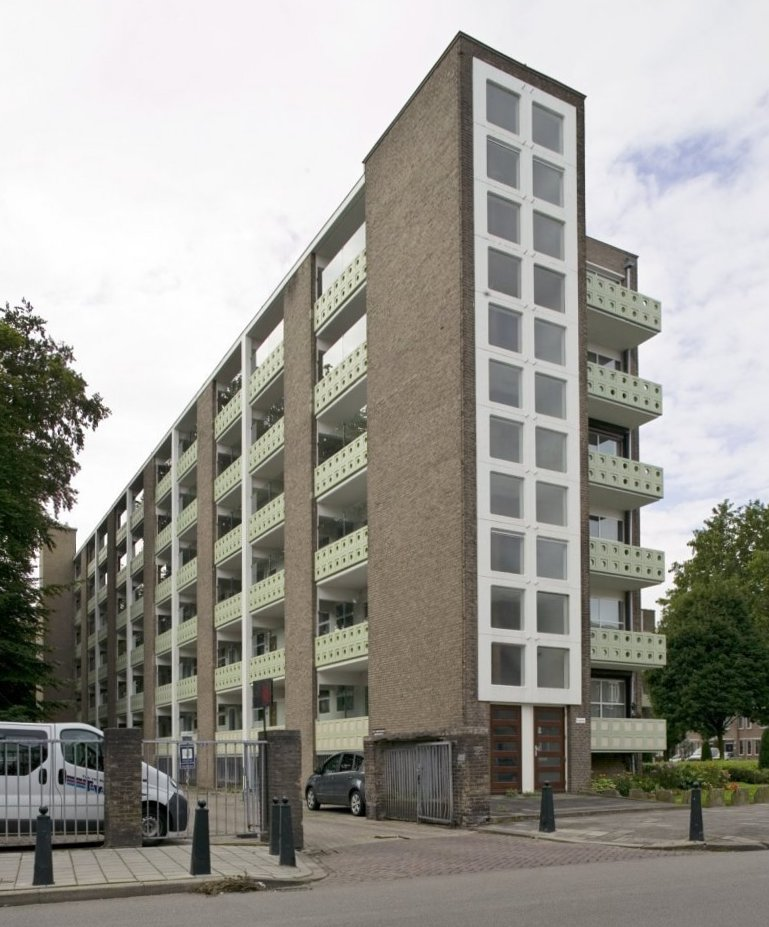
Aldenhofflat

### Kunstwerken, gevelstenen
Boven de zijingang van de Calvariekapel bevindt zich een hardstenen nis met een fronton, waarin in 1962 nog een beeld stond. Het is niet bekend, waar dit beeld is gebleven. In een blinde vensternis van de Calvariekapel is een barok reliëf geplaatst dat oorspronkelijk de grotendeels aan het oog onttrokken westgevel van de kapel sierde. Het reliëf stelt Maria als Onze-Lieve-Vrouw van Smarten voor, die haar handen toont en wier hart doorboord wordt door een zwaard. Daaronder is een chronogram aangebracht met het jaartal 1710. Verderop in de straat zijn moderne gevelstenen aangebracht op nr. 15 (een carnavalsmasker, met jaartal 1953) en op nr. 23 (Sint-Apollonia, uit 1955).
Op de plek van de in 1954 afgebroken hoge muur, die het krankzinnigengesticht Calvariënberg van de buitenwereld afschermde, is aan weerszijden van het kanunnikenhuis een laag muurtje gekomen met een smeedijzeren hekwerk. Dit hekwerk is een kopie van de 19e-eeuwse balustrade van de Sint Servaasbrug, waarvan op de hoek van de Abtstraat en de Kommel nog een origineel fragment te zien is.
In het plantsoen vóór de bejaardenflat, op de hoek van de Calvariestraat en het Sint Servaasbolwerk, staat op een natuurstenen sokkel een bronzen borstbeeld van de Limburgse staatsman Charles Ruijs de Beerenbrouck (1873-1936). Op de sokkel staat het familiewapen met de Spaanse wapenspreuk antes morir que ser traidor (liever sterven dan een verrader zijn). Het beeld werd ontworpen door Albert Meertens en werd in 1967 onthuld.

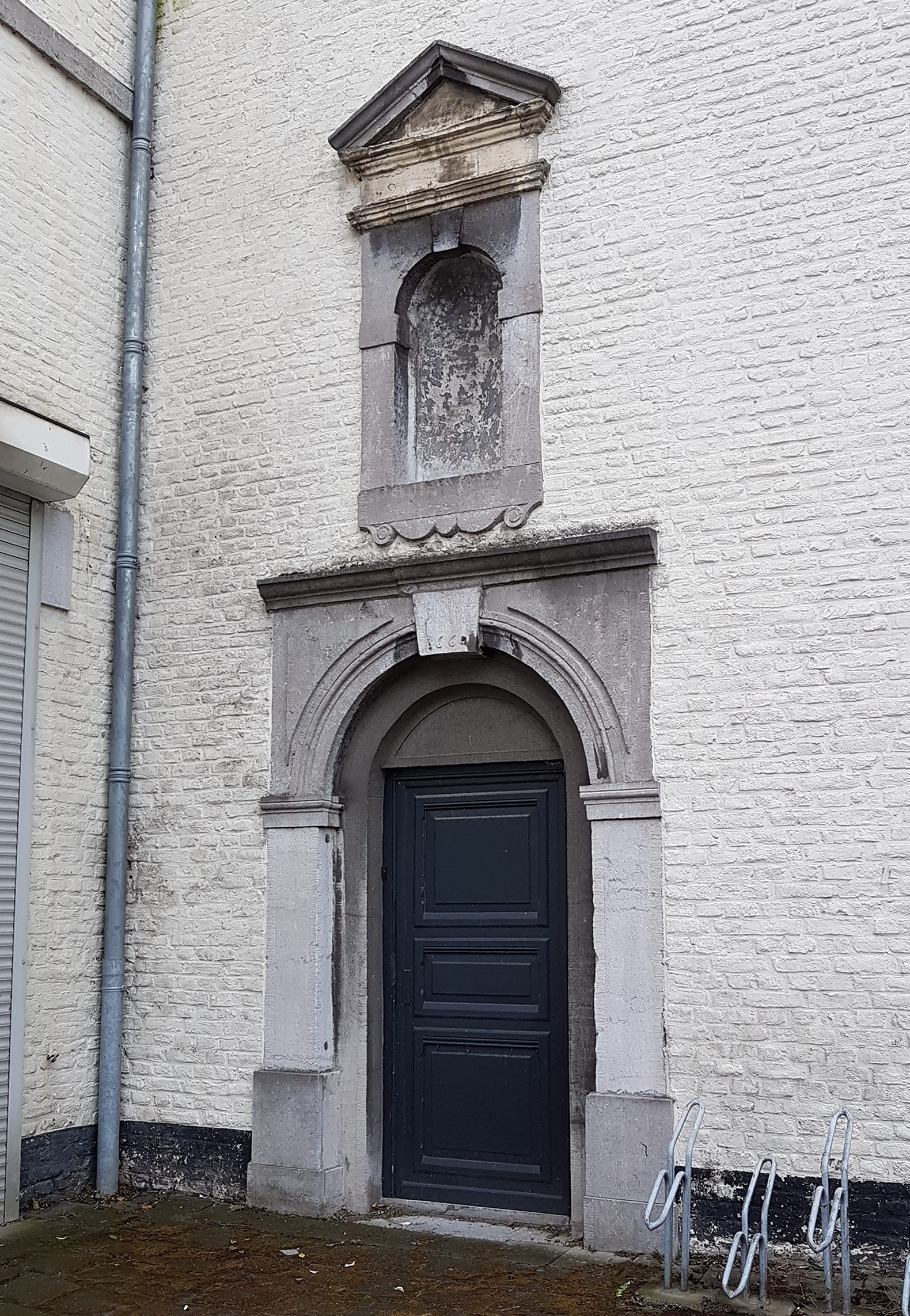
Kapelingang met nis
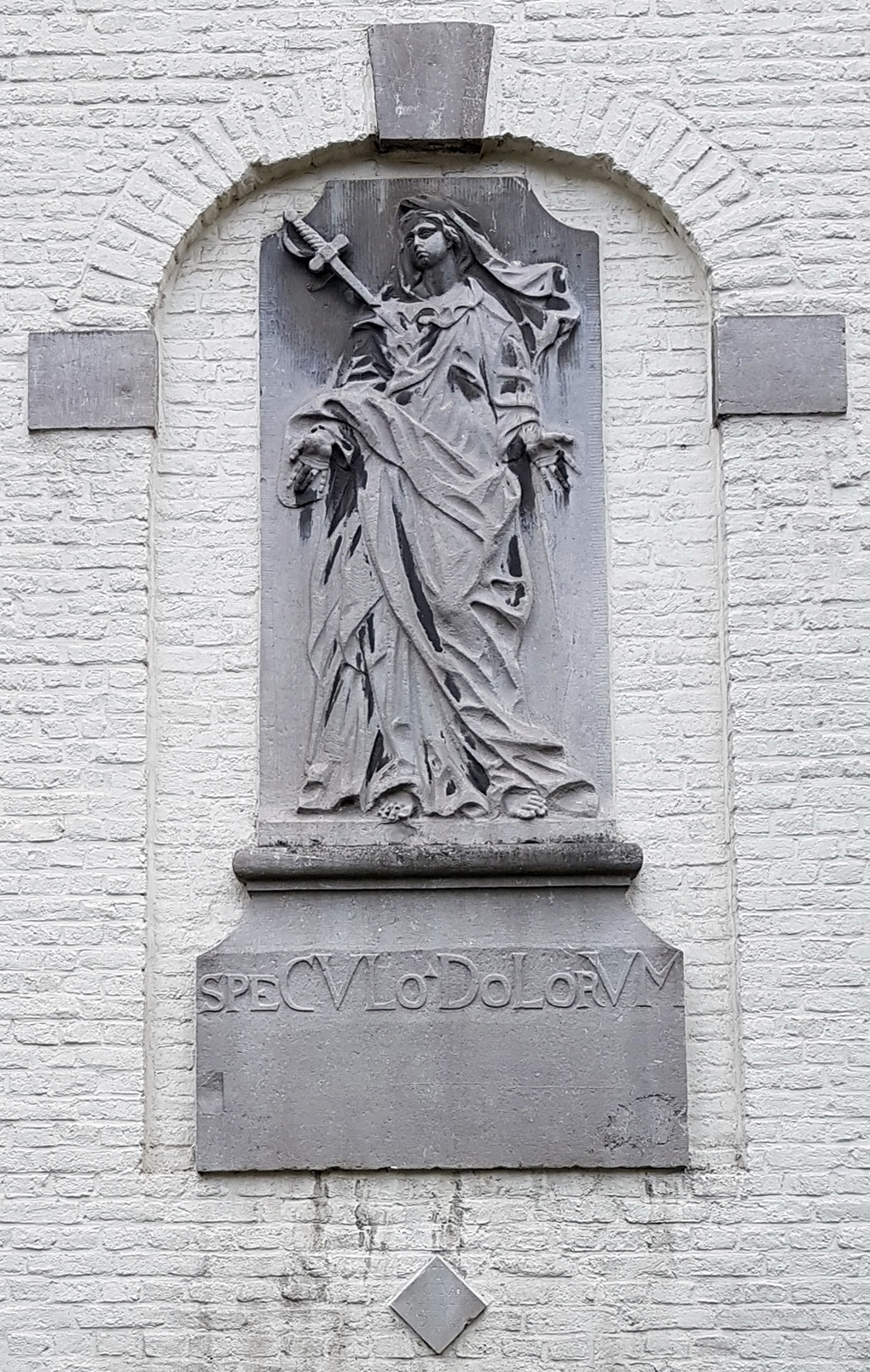
Reliëf Calvariekapel
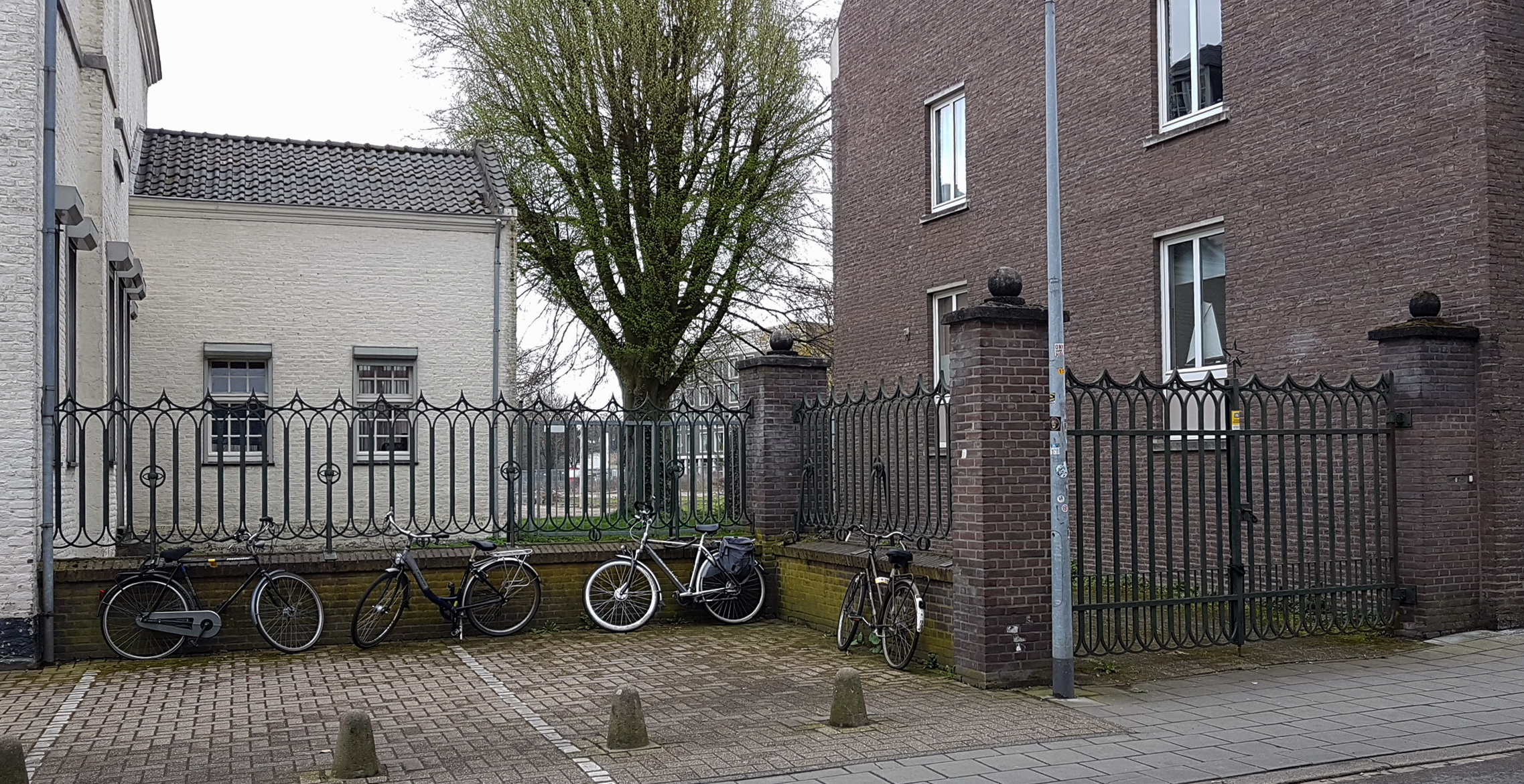
Smeedijzeren hekwerk
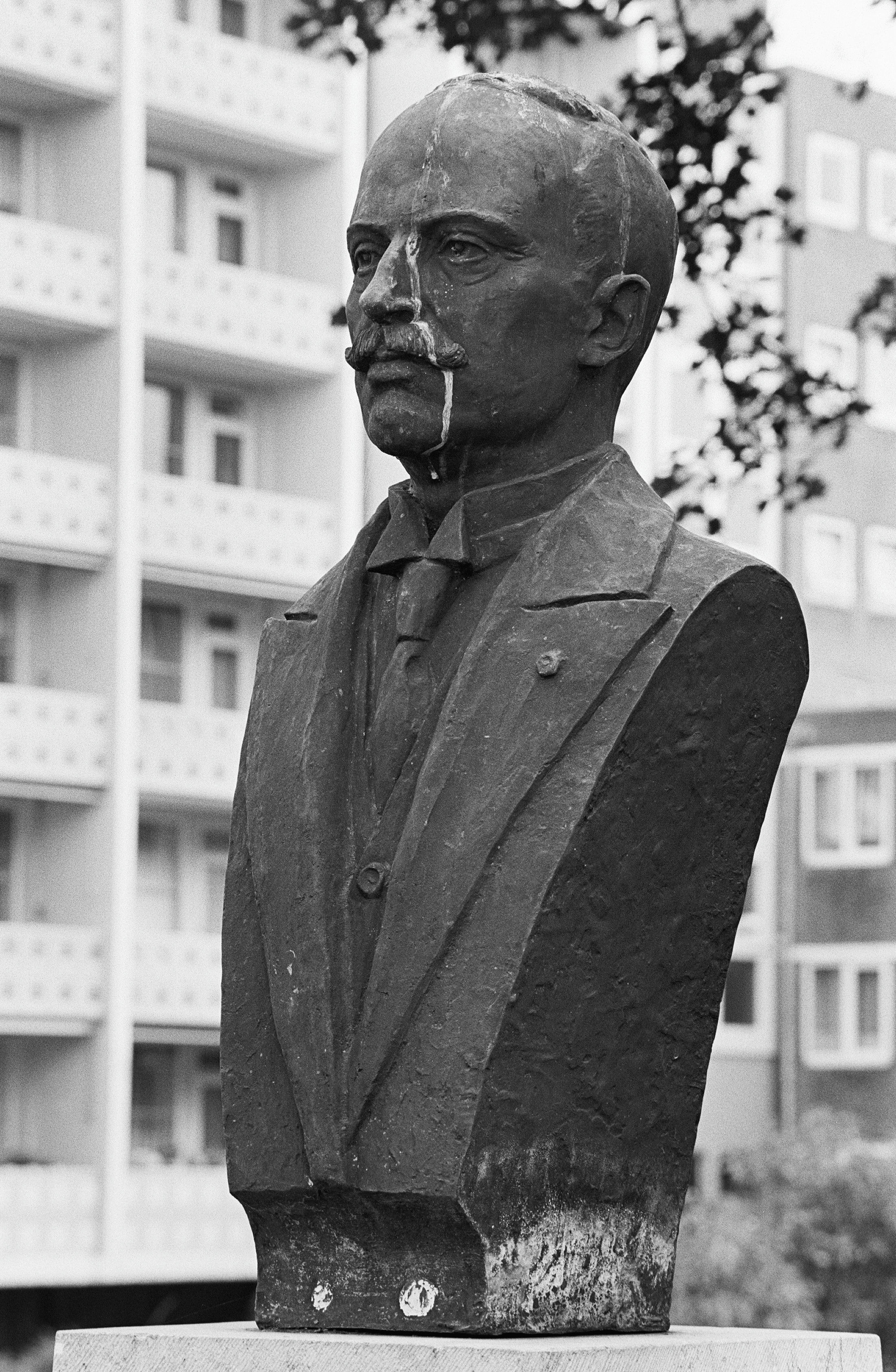
Ruys de Beerenbrouck